# Whitbread Round The World Race 1993–1994
År 1993 - 1994s Whitbread kördes det i "blandad klasser" (i likhet med tidigare tävlingar). Nytt för den 93 / 94 loppet var ett syftet med tävlingen var att det byggdes en Whitbread båt, W60. I likhet med tidigare år infördes ett handikapp på de olika båtar baserat på deras prestations betyg. Konkurrenterna hade inte alltför angelägenhet att köra både Maxis och W60. De två konkurrerande klasser kämpat hela med protest flaggor alltid vid start. Många deltagare ville ha den gamla Maxis förbjudna under detta lopp, men på grund av oro över om tillräckligt många nya båtar skulle vara redo (att inte tala om de stora investeringar Maxi ägare hade gjort under tidigare år), flera Maxis tilläts konkurrera på 1993 till 1994s tävling. Av de W60s skeppare nästan alla ansåg att Maxis var i en helt annan liga, vilket ledde till ett raseri av Grant Dalton skeppare av Maxi. Dalton medgav efteråt dock att tävlingen ska bara ha en klass i framtiden för att undvika liknande käbbel.
Slutrestultat
| Position | Båt                  | Nation             | Skeppare                                   | Klass | Tid              |
| -------- | -------------------- | ------------------ | ------------------------------------------ | ----- | ---------------- |
| 1        | NZ Endeavour         | Nya Zeeland        | Grant Dalton (NZ)                          | Maxi  | 120 dagar 5 tim  |
| 2        | Yamaha               | Japan/ Nya Zeeland | Ross Field (NZ)                            | W60   | 120 dagar 14 tim |
| 3        | Merit Cup            | Storbritannien     | Pierre Fehlmann (F)                        | Maxi  | 121 dagar 2 tim  |
| 4        | Intrum Justitia      | Europa             | Roger Nilson (S) / Lawrie Smith (GB)       | W60   | 121 dagar 5 tim  |
| 5        | Galicia 93 Pescanova | Spanien            | Javier de la Gandara (Esp)                 | W60   | 122 dagar 6 tim  |
| 6        | Winston              | USA                | Dennis Conner (USA) /Brad Butterworth (NZ) | W60   | 122 dagar 9 tim  |
| 7        | La Poste             | Frankrike          | Éric Tabarly (F)                           | Maxi  | 123 dagar 22 tim |
| 8        | Tokio                | Japan              | Chris Dickson (NZ)                         | W60   | 128 dagar 16 tim |
| 9        | Brooksfield          | Italien            | Guido Maisto (I)                           | W60   | 130 dagar 4 tim  |
| 10       | Hetman Sahaidachny   | Ukraina            | Eugene Platon (Ukr)                        | W60   | 135 dagar 23 tim |
| 11       | Reebok/Dolphin Youth | Storbritannien     | Mathew Humphries (GB)                      | W60   | 137 dagar 21 tim |
| 12       | Heineken             | USA                | Dawn Riley (USA)                           | W60   | 138 dagar 16 tim |
| 13       | Odessa               | Ukraina            | Anatoly Verba (Ukr)                        | W60   | 158 dagar 4 tim  |
| NF       | Fortuna              | Spanien            | Lawrie Smith (GB)                          | Maxi  | WD               |